# Bitva o Ilomantsi
Bitva o Ilomantsi (26. červenec – 13. srpen 1944) byla klíčovou bitvou pokračovací války. Finská bojová skupina Raappana v ní odrazila útok dvou divizí Rudé armády na městečko Ilomantsi a obklíčila je. Sovětským oddílům se nakonec sice z části podařilo uniknout z obklíčení, ale utrpěly přitom asi 35–40% ztráty a přišly o většinu výstroje a výzbroje. Bitva tak ukončila poslední velkou ofenzívu Rudé armády v pokračovací válce a podtrhla neúspěchy, které ruské síly utrpěly při své ofenzívě v západní části Karelské šíje a při obojživelných akcích proti finskému pobřeží.
Bitva představovala životní úspěch generála Raappany, který svým vítězstvím posílil svoji pověst experta na boj v lesnatém a nepřehledném terénu a posléze obdržel nejvyšší finské vojenské vyznamenání, Mannerheimův kříž („za vynikající úspěchy a mistrovské velení v boji“).